# Rallye d'Argentine
Le rallye d'Argentine est une course automobile sur terre désignée sous ce nom en 1980 pour son admission effective en WRC. Sa première édition porte en fait le nom de Rally Codasur (pour Confederación Deportiva Automovilística Sudamericana) en 1979. Le manufacturier Marlboro prend pied comme sponsor de 1983 à 1988, YPF est le principal soutien financier de 1991 à 1995, et Philips apparaît en 2012-13. Pour l'heure, les laboratoires argentins Xion sont le partenaire de l'épreuve, qui est la seule sudaméricaine inscrite dans la durée en WRC.

## Histoire
Les deux premières éditions WRC (les 2e et 3e rally Codasur) ont lieu au nord du pays dans la province de Tucumán (autour de San Miguel de Tucumán) et sont organisées par l'Automóvil Club Argentino (l'ACA), tout comme l'épreuve préliminaire à succès du Rally Vuelta a América del Sur en 1978 et la première édition du rallye du Codasur en 1979 (l'argentin Carlos Reutemann terminant troisième en 1980); la troisième (pas de compétition en 1982 pour cause de guerre des Malouines) se déplace à San Carlos de Bariloche désormais sans la participation active du Codasur, et à partir de 1984 (jusqu'à nos jours), la course prend ses quartiers définitifs dans la province de Córdoba autour de Villa Carlos Paz. En 1986 l'italien Biasion est le dernier vainqueur avec un véhicule du Groupe B. En 1992 le français Auriol l'emporte, alors que plusieurs épreuves spéciales sont annulées au grand mécontentement du public, sa voiture essuyant même des jets de pierres et une braise pénétrant dans l'habitacle de la Lancia par la prise d'air provoque un début d'incendie; en 1994 il relègue l'Espagnol Sainz à seulement 6 secondes finalement, et l'épreuve obtient en fin d'année le titre de Meilleur rallye du championnat par l'association des constructeurs, la WRTA. Lors de la seule victoire d'un pilote national en 1995 (Recalde), les trois premiers terminent sur Lancia Delta Integrale.
En 1999, la superspeciale (remportée par Sainz) attire 100.000 spectateurs au Parc San Martin, et presque un million de personnes se massent tout le long de l'épreuve. Sainz termine alors avec 2" 4/10e d'avance sur son coéquipier Burns, plus petit écart jamais enregistré en 35 ans.
Le 4 mai 2005, le congrès national argentin proclame la cîté de Mina Clavero (où naquit et vécut Jorge Recalde) Capitale Nationale du Rallye, et déclare le 10 mars (le jour de sa mort) Journée Nationale du Rallye Argentin.

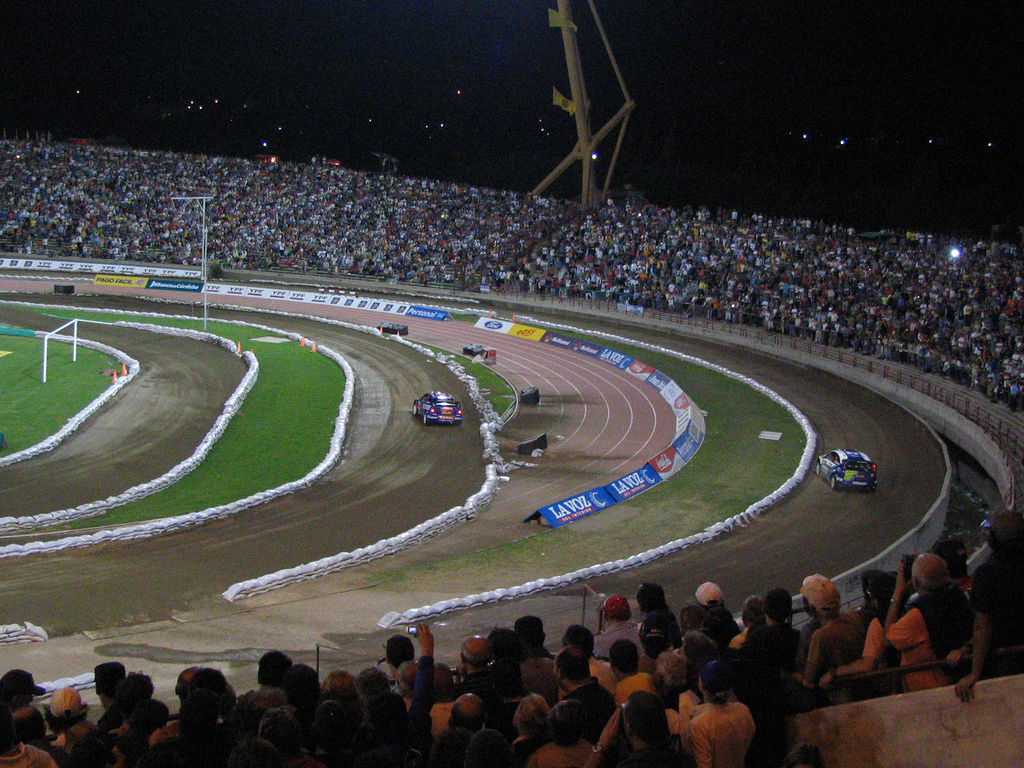
Marcus Grönholm et Sébastien Loeb au Stade Mario Kempes de Córdoba, en 2006.

En 2006 (et ultérieurement), pour attirer encore plus de spectateurs, un tronçon superspécial de la course se déroule dans le Stade Mario Alberto Kempes de Córdoba (le Chateau Carreras), et en 2007 un autre prévu dans le stade Monumental Antonio Vespucio Liberti (River Plate Football Stadium) de Buenos Aires doit être annulé au dernier moment pour causes d'orage à l'acheminement des pilotes par avions.
En 2010 l'Intercontinental Rally Challenge inscrit la course à son calendrier, et le championnat mondial de Production P-WRC l'a retient annuellement dès sa création en 1987, hormis -de faits- en 1995 et 2010.
Chaque saison, l'épreuve a lieu au mois d'avril ou de mai. Elle est celle du championnat du monde qui se dispute à la plus haute altitude moyenne, souvent par d'anciens chemins de terres sablonneuses à travers des sierras, ce qui eut pour effet d'abaisser un temps la puissance des moteurs lors de certaines épreuves spéciales. Les séries de sauts sont fréquentes, et les larges nappes d'eau avec gués à travers la pampa y sont aussi parfois suffisamment profondes pour entraîner des abandons d'équipages, comme ce fut le cas avec Petter Solberg en 2004 sur sa Subaru Impreza. La région des trois vallées (Punilla, Calamuchita, et la Traslasierra avec ses vieux ponts lors des E.S. El Cóndor-Copina et Mina Clavero-Giulio Césare) rassemble des centaines de milliers de personnes chaque année.

## Palmarès

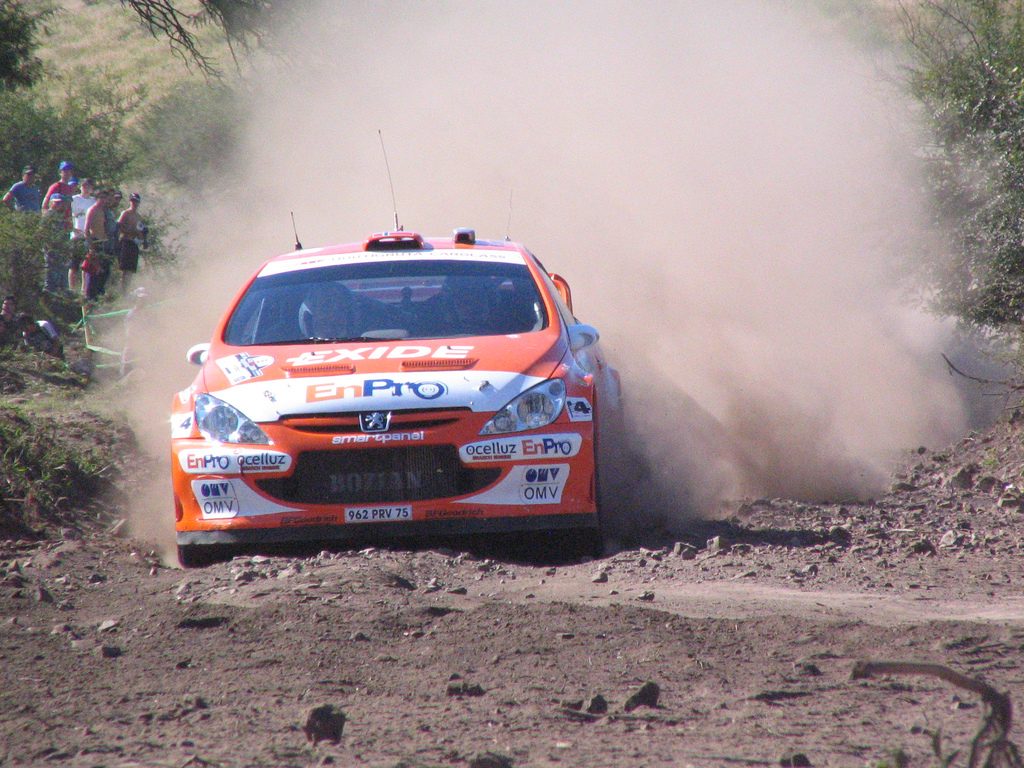
Henning Solberg en 2006.

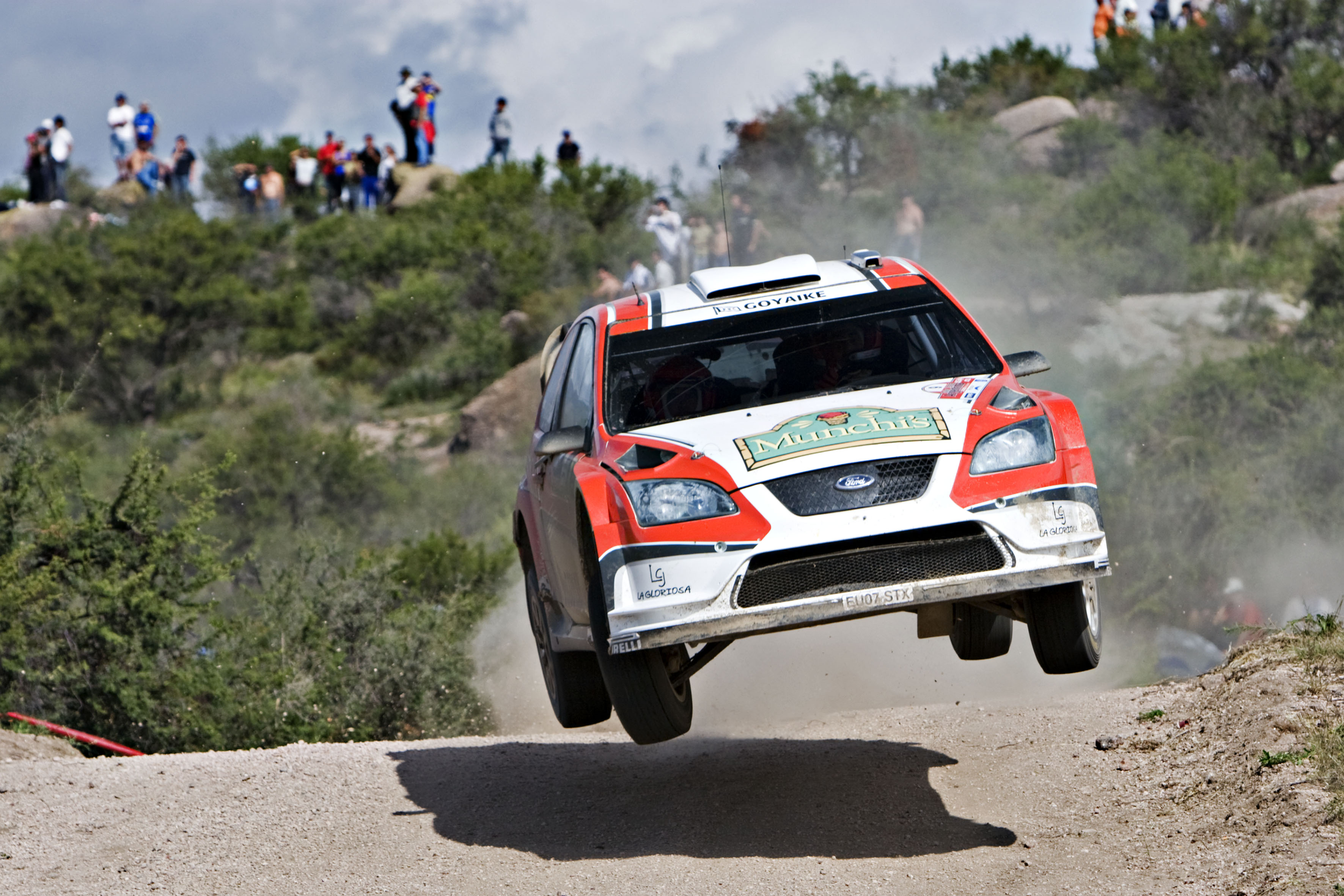
Federico Villagra en 2008.

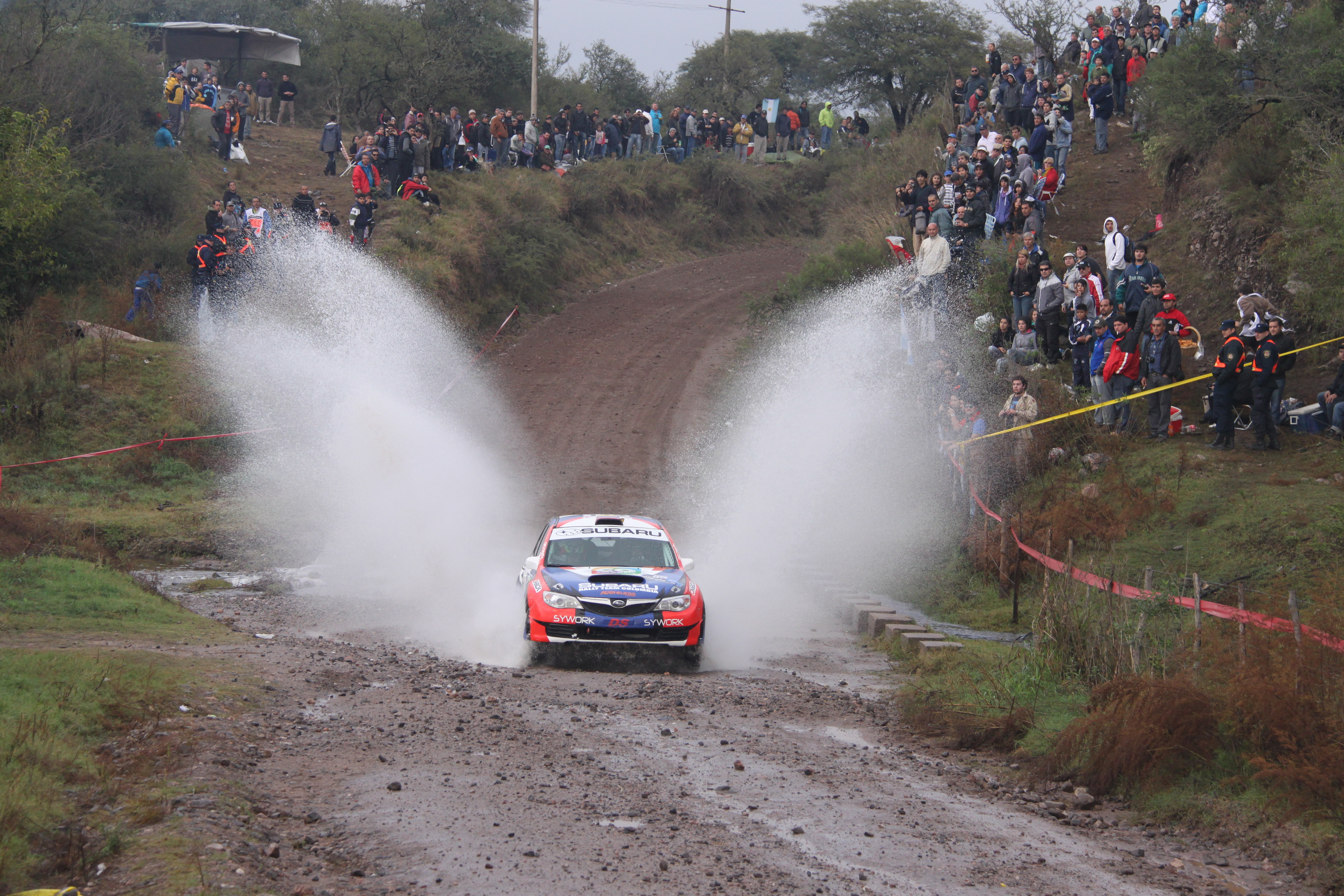
Nicolás Bedoya en 2013.

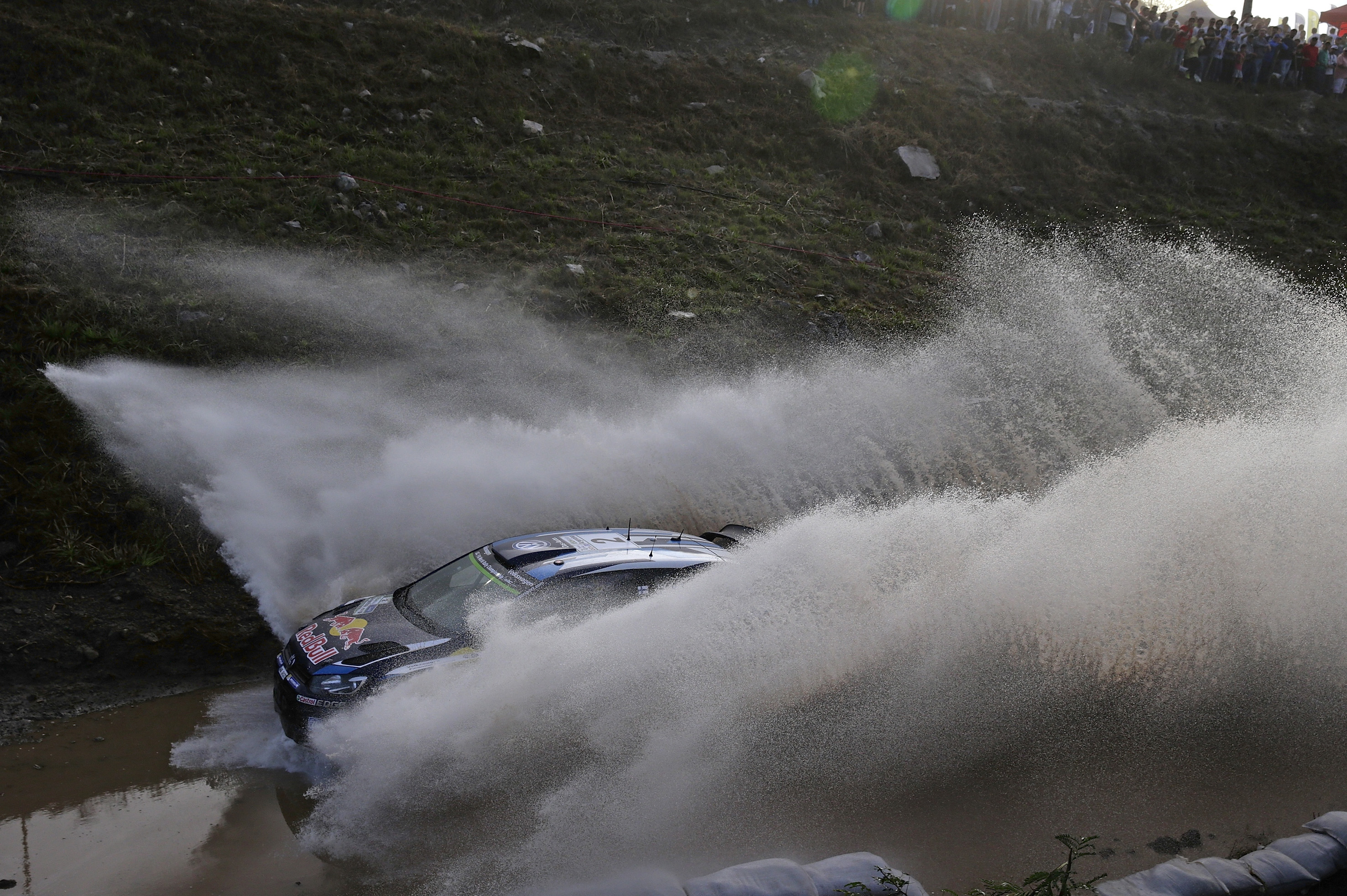
Jari-Matti Latvala en 2015.

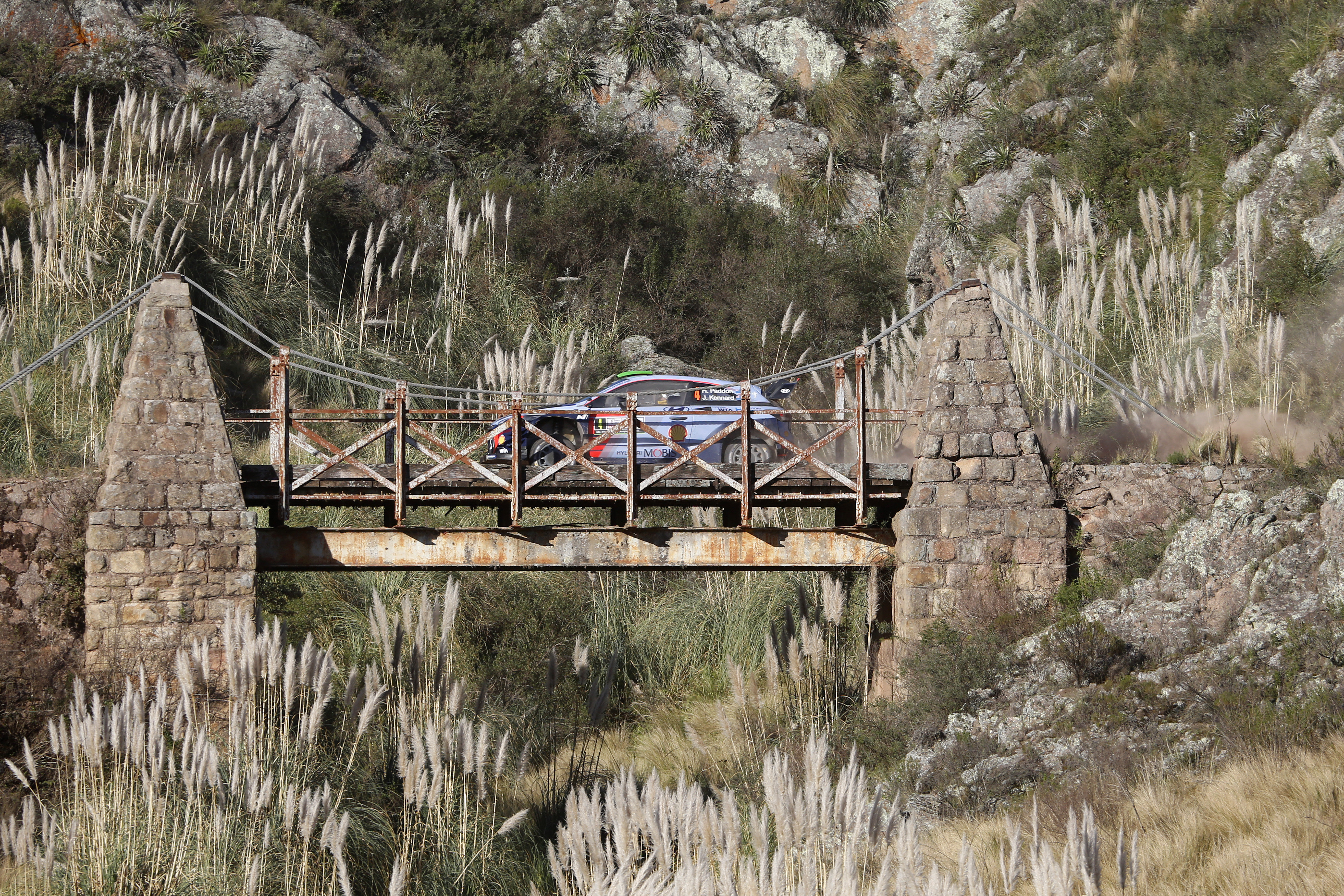
Hayden Paddon en 2017.

- 1979 (1er Rallye du Codasur)  Jean Guichet /  Jean Todt - Peugeot 504;

| Année | Pilote                                 | Copilote                               | Voiture                                |
| ----- | -------------------------------------- | -------------------------------------- | -------------------------------------- |
| 1980  | Walter Röhrl                           | Christian Geistdörfer                  | Fiat 131 Abarth                        |
| 1981  | Guy Fréquelin                          | Jean Todt                              | Talbot Sunbeam                         |
| 1982  | Épreuve annulée (Guerre des Malouines) | Épreuve annulée (Guerre des Malouines) | Épreuve annulée (Guerre des Malouines) |
| 1983  | Hannu Mikkola                          | Arne Hertz                             | Audi Quattro A2                        |
| 1984  | Stig Blomqvist                         | Björn Cederberg                        | Audi Quattro A2                        |
| 1985  | Timo Salonen                           | Seppo Harjanne                         | Peugeot 205 Turbo 16                   |
| 1986  | Massimo Biasion                        | Tiziano Siviero                        | Lancia Delta S4                        |
| 1987  | Massimo Biasion                        | Tiziano Siviero                        | Lancia Delta HF 4WD                    |
| 1988  | Jorge Recalde                          | Jorge del Buono                        | Lancia Delta Integrale                 |
| 1989  | Mikael Ericsson                        | Claes Billstam                         | Lancia Delta Integrale                 |
| 1990  | Massimo Biasion                        | Tiziano Siviero                        | Lancia Delta HF Integrale 16v          |
| 1991  | Carlos Sainz                           | Luís Moya                              | Toyota Celica GT-4                     |
| 1992  | Didier Auriol                          | Bernard Occelli                        | Lancia Delta HF Integrale              |
| 1993  | Juha Kankkunen                         | Nicky Grist                            | Toyota Celica Turbo 4WD                |
| 1994  | Didier Auriol                          | Bernard Occelli                        | Toyota Celica Turbo 4WD                |
| 1995  | Jorge Recalde                          | Martin Christie                        | Lancia Delta HF Integrale              |
| 1996  | Tommi Mäkinen                          | Seppo Harjanne                         | Mitsubishi Lancer Evolution III        |
| 1997  | Tommi Mäkinen                          | Seppo Harjanne                         | Mitsubishi Lancer Evolution IV         |
| 1998  | Tommi Mäkinen                          | Risto Mannisenmäki                     | Mitsubishi Lancer Evolution V          |
| 1999  | Juha Kankkunen                         | Juha Repo                              | Subaru Impreza WRC 99                  |
| 2000  | Richard Burns                          | Robert Reid                            | Subaru Impreza WRC 2000                |
| 2001  | Colin McRae                            | Nicky Grist                            | Ford Focus RS WRC 01                   |
| 2002  | Carlos Sainz                           | Luís Moya                              | Ford Focus RS WRC 02                   |
| 2003  | Marcus Grönholm                        | Timo Rautiainen                        | Peugeot 206 WRC                        |
| 2004  | Carlos Sainz                           | Marc Martí                             | Citroën Xsara WRC                      |
| 2005  | Sébastien Loeb                         | Daniel Elena                           | Citroën Xsara WRC                      |
| 2006  | Sébastien Loeb                         | Daniel Elena                           | Citroën Xsara WRC                      |
| 2007  | Sébastien Loeb                         | Daniel Elena                           | Citroën C4 WRC                         |
| 2008  | Sébastien Loeb                         | Daniel Elena                           | Citroën C4 WRC                         |
| 2009  | Sébastien Loeb                         | Daniel Elena                           | Citroën C4 WRC                         |
| 2010  | Juho Hänninen                          | Mikko Markkula (fi)                    | Škoda Fabia S2000                      |
| 2011  | Sébastien Loeb                         | Daniel Elena                           | Citroën C4 WRC                         |
| 2012  | Sébastien Loeb                         | Daniel Elena                           | Citroën DS3 WRC                        |
| 2013  | Sébastien Loeb                         | Daniel Elena                           | Citroën DS3 WRC                        |
| 2014  | Jari-Matti Latvala                     | Miikka Anttila                         | Volkswagen Polo R WRC                  |
| 2015  | Kris Meeke                             | Paul Nagle                             | Citroën DS3 WRC                        |
| 2016  | Hayden Paddon                          | John Kennard                           | Hyundai i20 WRC                        |
| 2017  | Thierry Neuville                       | Nicolas Gilsoul                        | Hyundai i20 Coupe WRC                  |
| 2018  | Ott Tänak                              | Martin Järveoja                        | Toyota Yaris WRC                       |
| 2019  | Thierry Neuville                       | Nicolas Gilsoul                        | Hyundai i20 Coupe WRC                  |

- Note : Avant d'organiser le Rallye Codasur en 1979, l'Automóvil Club Argentino (ACA) avait organisé en 1978 le Tour d'Amérique du Sud, rallye traversant dix pays d'Amérique du Sud dont l'Argentine, remporté par la Mercedes 450 SLC de l'équipage Andrew Cowan / Colin Malkin.

## Statistiques
| Victoires | Pilote           | Années               |
| --------- | ---------------- | -------------------- |
| 8         | Sébastien Loeb   | 2005–2009, 2011–2013 |
| 3         | Miki Biasion     | 1986–1987, 1990      |
| 3         | Carlos Sainz     | 1991, 2002, 2004     |
| 3         | Tommi Mäkinen    | 1996–1998            |
| 2         | Jorge Recalde    | 1988, 1995           |
| 2         | Didier Auriol    | 1992, 1994           |
| 2         | Juha Kankkunen   | 1993, 1999           |
| 2         | Thierry Neuville | 2017, 2019           |

| Victoires | Constructeurs |
| --------- | ------------- |
| 10        | Citroën       |
| 7         | Lancia        |
| 4         | Toyota        |
| 3         | Mitsubishi    |
| 3         | Hyundai       |
| 2         | Audi          |
| 2         | Peugeot       |
| 2         | Subaru        |
| 2         | Ford          |

## Détail des éditions 2001 à 2008

### 21eédition (2001)

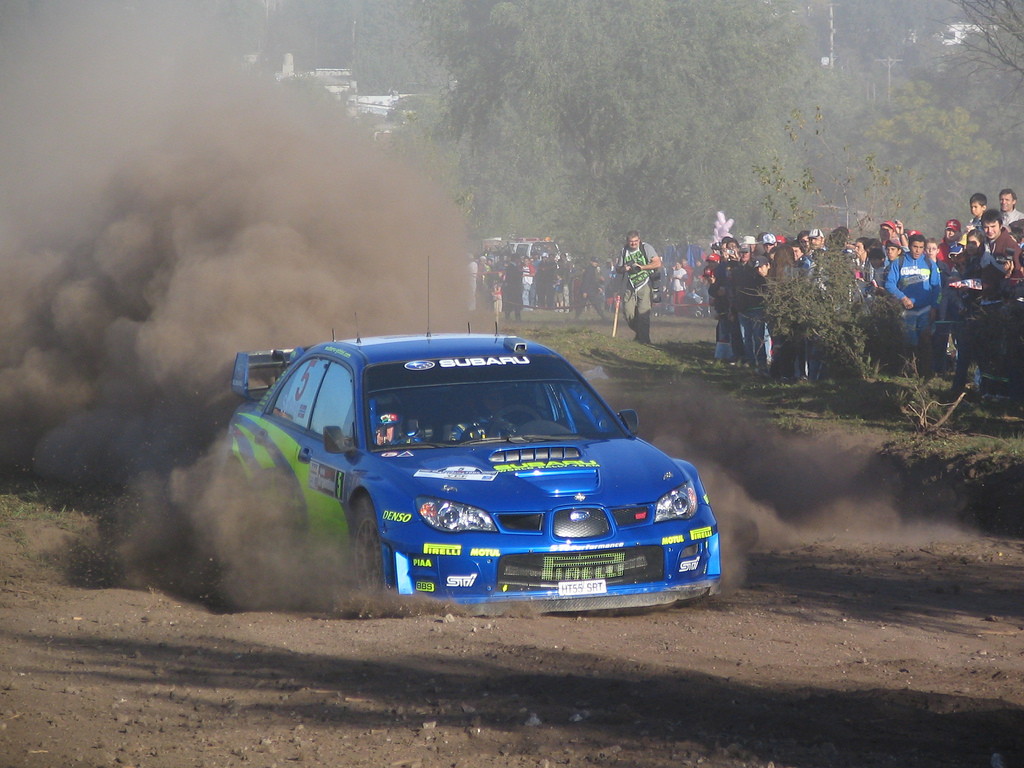
Petter Solberg durant les reconnaissances de l'édition argentine 2006.

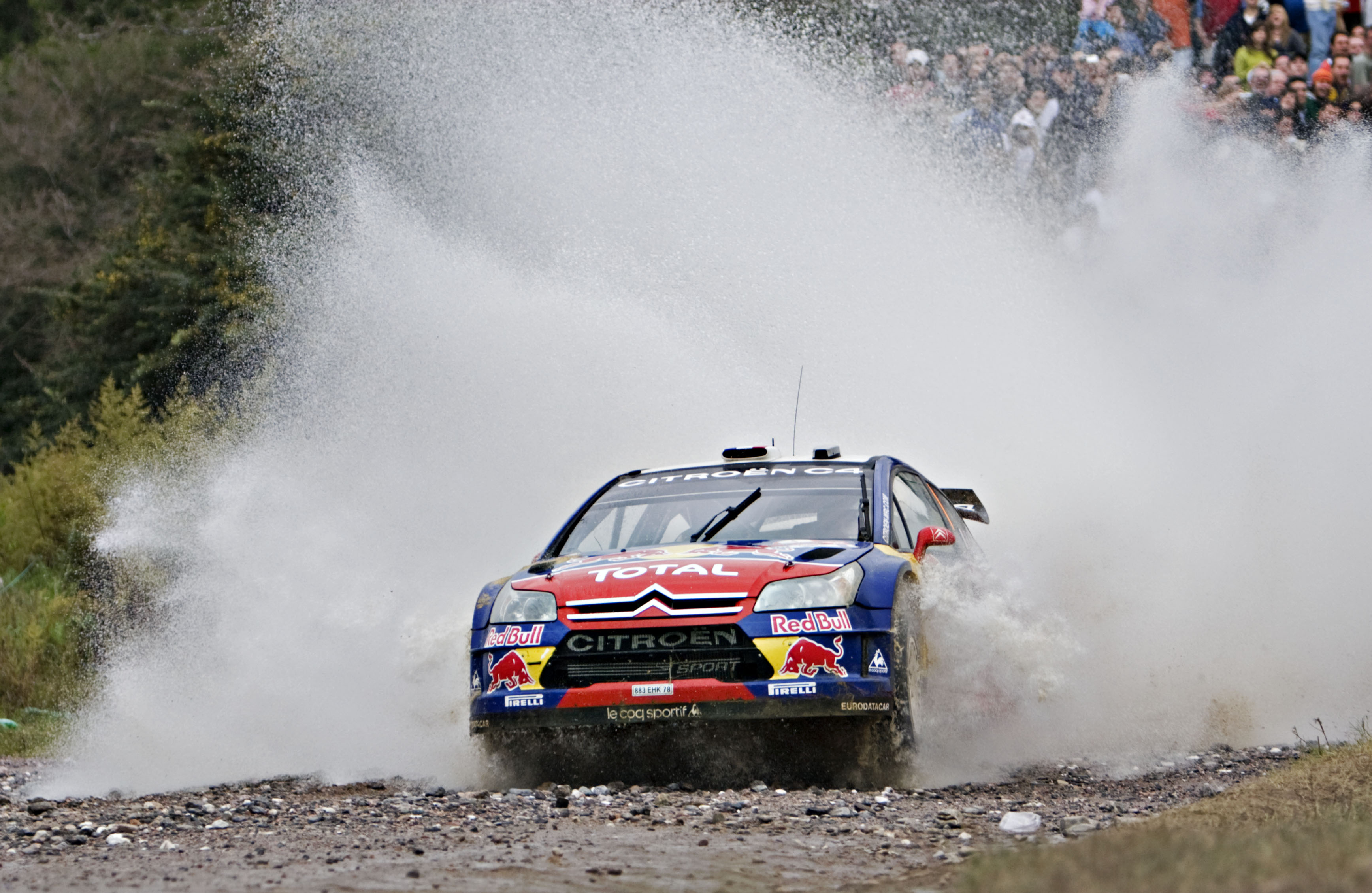
Sébastien Loeb pendant le rallye 2008

- 5e manche du championnat du monde des rallyes 2001
- départ : 3 mai 2001 à Córdoba
- arrivée : 6 mai 2001 à Córdoba
- distance : 1 337,42 km dont 389,58 km sur 21 spéciales chronométrées
- surface : gravier
- participants : 72 équipages inscrits, 65 équipages au départ, 32 équipages à l'arrivée

Classement :
| 1er | Colin McRae    | Nicky Grist        | Ford Focus RS WRC 01            | en 4 h 18 min 25 s 3 |
| 2e  | Richard Burns  | Robert Reid        | Subaru Impreza WRC 2001         | à 26 s 9             |
| 3e  | Carlos Sainz   | Luís Moya          | Ford Focus RS WRC 01            | à 1 min 46 s 4       |
| 4e  | Tommi Mäkinen  | Risto Mannisenmäki | Mitsubishi Lancer Evolution 6.5 | à 3 min 12 s 6       |
| 5e  | Petter Solberg | Phil Mills         | Subaru Impreza WRC 2001         | à 3 min 47 s 0       |
| 6e  | Freddy Loix    | Sven Smeets        | Mitsubishi Carisma GT           | à 5 min 40 s 1       |

### 22eédition(2002)
- 6e manche du championnat du monde des rallyes 2002
- départ : 16 mai 2002 à Carlos Paz
- arrivée : 19 mai 2002 à Córdoba
- distance : 1 427,39 km dont 381,45 km (358,43 km réellement parcourus) sur 22 spéciales chronométrées (dont une fut annulée)
- surface : gravier
- participants : 81 équipages inscrits, 68 équipages au départ, 29 équipages à l'arrivée

Classement :
| 1er | Carlos Sainz      | Luís Moya      | Ford Focus RS WRC 02    | en 4 h 08 min 12 s 1 |
| 2e  | Petter Solberg    | Phil Mills     | Subaru Impreza WRC 2002 | à 4 s 0              |
| 3e  | Colin McRae       | Nicky Grist    | Ford Focus RS WRC 02    | à 2 min 19 s 1       |
| 4e  | Markko Märtin     | Michael Park   | Ford Focus RS WRC 02    | à 2 min 52 s 4       |
| 5e  | Toni Gardemeister | Paavo Lukander | Škoda Octavia WRC Evo 2 | à 5 min 18 s 8       |
| 6e  | Kenneth Eriksson  | Tina Thörner   | Škoda Octavia WRC Evo 2 | à 6 min 16 s 6       |

### 23eédition (2003)
- 5e manche du championnat du monde des rallyes 2003
- départ : 8 mai 2003 à Carlos Paz
- arrivée : 11 mai 2003 à Carlos Paz
- distance : 1 370 km dont 402,45 km (379,33 km réellement parcourus) sur 25 spéciales chronométrées (dont une fut annulée et une autre fut neutralisée)
- surface : gravier
- participants : 88 équipages inscrits, 78 équipages au départ, 33 équipages à l'arrivée

Classement :
| 1er | Marcus Grönholm   | Timo Rautiainen   | Peugeot 206 WRC         | en 4 h 14 min 45 s 0 |
| 2e  | Carlos Sainz      | Marc Martí        | Citroën Xsara WRC       | à 26 s 6             |
| 3e  | Richard Burns     | Robert Reid       | Peugeot 206 WRC         | à 1 min 12 s 8       |
| 4e  | Harri Rovanperä   | Risto Pietiläinen | Peugeot 206 WRC         | à 2 min 19 s 3       |
| 5e  | Petter Solberg    | Phil Mills        | Subaru Impreza WRC 2003 | à 3 min 11 s 4       |
| 6e  | Didier Auriol     | Denis Giraudet    | Škoda Octavia WRC Evo 3 | à 7 min 58 s 5       |
| 7e  | Toni Gardemeister | Paavo Lukander    | Škoda Octavia WRC Evo 2 | à 8 min 33 s 7       |
| 8e  | François Duval    | Stéphane Prévot   | Ford Focus RS WRC 03    | à 11 min 55 s 3      |

### 24eédition(2004)
- 8e manche du championnat du monde des rallyes 2004
- départ : 15 juillet 2004 à Carlos Paz
- arrivée : 18 juillet 2004 à Córdoba
- distance : 1 344 km dont 382,63 km sur 26 spéciales chronométrées
- surface : gravier
- participants : 74 équipages inscrits, 69 équipages au départ, 28 équipages à l'arrivée

Classement :
| 1er | Carlos Sainz       | Marc Martí        | Citroën Xsara WRC        | en 4 h 23 min 11 s 1 |
| 2e  | Sébastien Loeb     | Daniel Elena      | Citroën Xsara WRC        | à 1 min 32 s 4       |
| 3e  | François Duval     | Stéphane Prévot   | Ford Focus RS WRC 04     | à 4 min 23 s 4       |
| 4e  | Mikko Hirvonen     | Jarmo Lehtinen    | Subaru Impreza WRC 2004  | à 8 min 27 s 6       |
| 5e  | Harri Rovanperä    | Risto Pietiläinen | Peugeot 307 WRC          | à 9 min 59 s 8       |
| 6e  | Luís Pérez Companc | José Volta        | Peugeot 206 WRC          | à 16 min 24 s 6      |
| 7e  | Gilles Panizzi     | Hervé Panizzi     | Mitsubishi Lancer WRC 04 | à 17 min 38 s 9      |
| 8e  | Gabriel Pozzo      | Daniel Stillo     | Subaru Impreza WRX STI   | à 20 min 38 s 5      |

### 25eédition (2005)

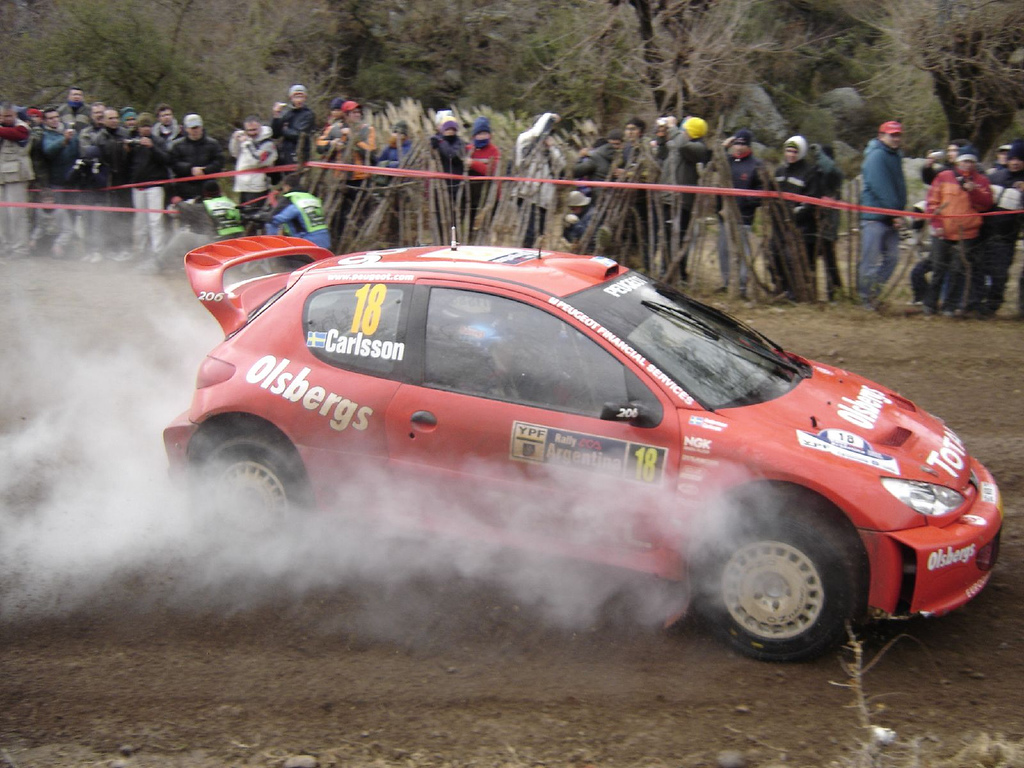
Daniel Carlsson au volant d'une Peugeot 206 WRC au rallye 2005

- 9e manche du championnat du monde des rallyes 2005
- départ : 14 juillet 2005 à Córdoba
- arrivée : 17 juillet 2005 à Córdoba
- distance : 1 218,54 km dont 340,82 km sur 22 spéciales chronométrées
- surface : gravier
- participants : 78 équipages inscrits, 72 équipages au départ, 45 équipages à l'arrivée

Classement :
| 1er | Sébastien Loeb    | Daniel Elena      | Citroën Xsara WRC           | en 3 h 55 min 36 s 4 |
| 2e  | Marcus Grönholm   | Timo Rautiainen   | Peugeot 307 WRC Évolution 2 | à 26 s 1             |
| 3e  | Petter Solberg    | Phil Mills        | Subaru Impreza WRC 2005     | à 1 min 05 s 3       |
| 4e  | Toni Gardemeister | Jakke Honkanen    | Ford Focus RS WRC 04        | à 2 min 38 s 0       |
| 5e  | Harri Rovanperä   | Risto Pietiläinen | Mitsubishi Lancer WRC 05    | à 2 min 43 s 6       |
| 6e  | Markko Märtin     | Michael Park      | Peugeot 307 WRC Évolution 2 | à 4 min 22 s 2       |
| 7e  | François Duval    | Stéphane Prévot   | Citroën Xsara WRC           | à 5 min 29 s 1       |
| 8e  | Manfred Stohl     | Ilka Minor        | Citroën Xsara WRC           | à 5 min 42 s 9       |

### 26eédition(2006)
- 6e manche du championnat du monde des rallyes 2006
- départ : 28 avril 2006 à Córdoba
- arrivée : 30 avril 2006 à Córdoba
- distance : 1 474,82 km dont 351,44 km sur 22 spéciales chronométrées
- surface : gravier
- participants : 77 équipages inscrits, 68 équipages au départ, 57 équipages à l'arrivée

Classement :
| 1er | Sébastien Loeb  | Daniel Elena         | Citroën Xsara WRC           | en 4 h 06 min 51 s 3 |
| 2e  | Petter Solberg  | Phil Mills           | Subaru Impreza WRC 2006     | à 44 s 6             |
| 3e  | Gianluigi Galli | Giovanni Bernacchini | Peugeot 307 WRC             | à 3 min 24 s 3       |
| 4e  | Manfred Stohl   | Ilka Minor           | Peugeot 307 WRC Évolution 2 | à 3 min 40 s 0       |
| 5e  | Daniel Sordo    | Marc Martí           | Citroën Xsara WRC           | à 5 min 40 s 2       |
| 6e  | Chris Atkinson  | Glenn MacNeall       | Subaru Impreza WRC 2006     | à 5 min 43 s 8       |
| 7e  | Henning Solberg | Cato Menkerud        | Peugeot 307 WRC Évolution 2 | à 9 min 28 s 7       |
| 8e  | Matthew Wilson  | Michael Orr          | Ford Focus WRC              | à 10 min 34 s 6      |

### 27eédition (2007)

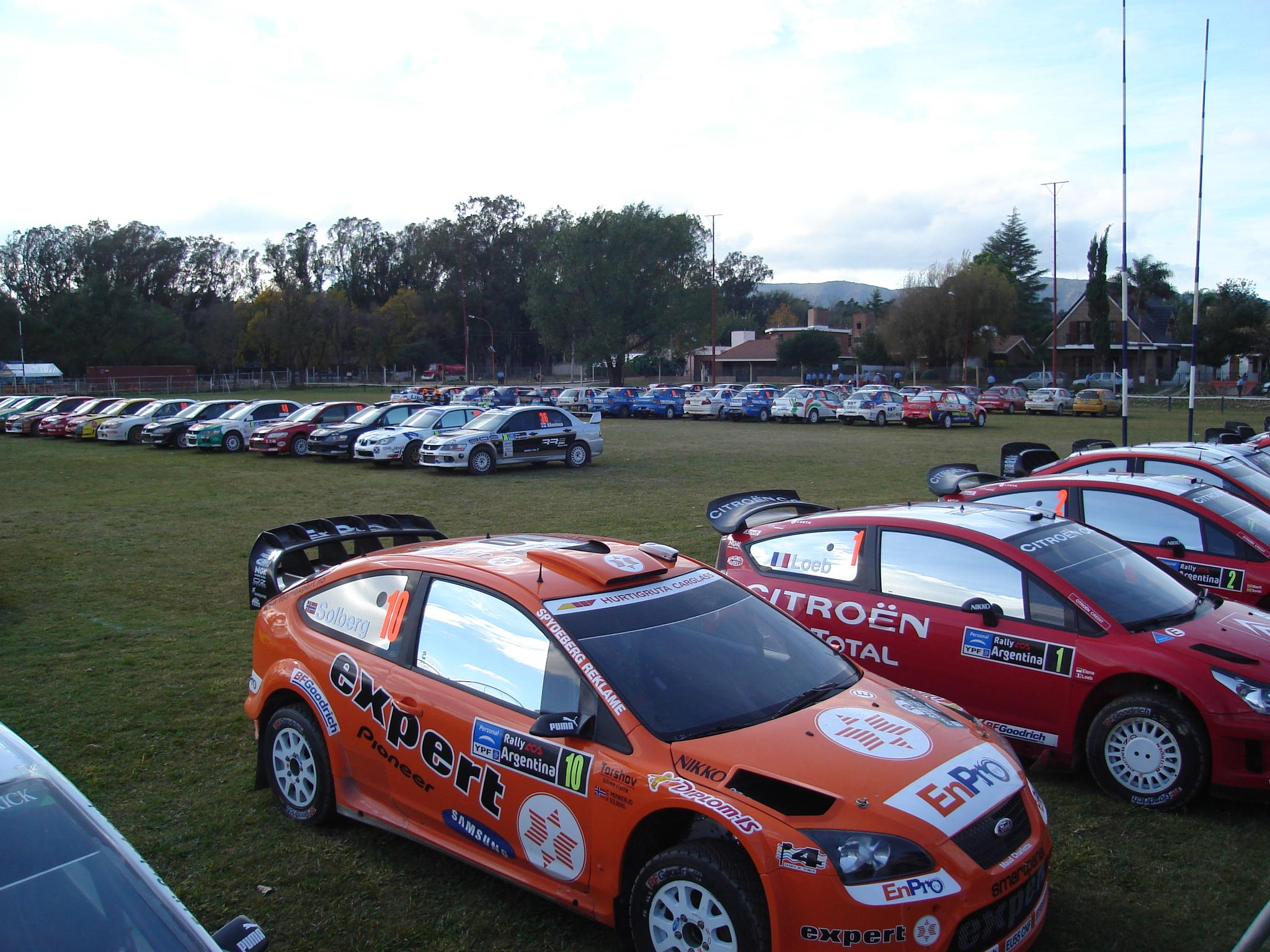
Parcage des voitures, lors de l'édition 2007.

- 6e manche du championnat du monde des rallyes 2007
- départ : 3 mai 2007 à Córdoba
- arrivée : 6 mai 2007 à Córdoba
- distance : 1 284,85 km dont 370,36 km (248,26 km réellement parcourus) sur 23 spéciales chronométrée (dont 7 furent annulées)
- surface : gravier
- participants : 77 équipages inscrits, 70 équipages au départ, 41 équipages à l'arrivée

Classement :
| 1er | Sébastien Loeb     | Daniel Elena    | Citroën C4 WRC          | en 2 h 52 min 03 s 8 |
| 2e  | Marcus Grönholm    | Timo Rautiainen | Ford Focus RS WRC 06    | à 36 s 7             |
| 3e  | Mikko Hirvonen     | Jarmo Lehtinen  | Ford Focus RS WRC 06    | à 2 min 15 s 2       |
| 4e  | Jari-Matti Latvala | Miikka Anttila  | Ford Focus RS WRC 06    | à 3 min 43 s 0       |
| 5e  | Henning Solberg    | Cato Menkerud   | Ford Focus RS WRC 06    | à 4 min 10 s 1       |
| 6e  | Daniel Sordo       | Marc Martí      | Citroën C4 WRC          | à 4 min 23 s 6       |
| 7e  | Chris Atkinson     | Stéphane Prévot | Subaru Impreza WRC 2007 | à 4 min 43 s 4       |
| 8e  | Manfred Stohl      | Ilka Minor      | Citroën Xsara WRC       | à 5 min 20 s 2       |

### 28eédition(2008)
- 4e manche du championnat du monde des rallyes 2008
- départ : 28 mars 2008 à Córdoba
- arrivée : 30 mars 2008 à Córdoba
- distance : 1 619,45 km dont 347,91 km sur 21 spéciales chronométrées
- surface : gravier
- participants : 61 équipages inscrits, 56 équipages au départ, 31 équipages à l'arrivée

Classement :
| 1er | Sébastien Loeb    | Daniel Elena          | Citroën C4 WRC                 | en 4 h 05 min 48 s 6 |
| 2e  | Chris Atkinson    | Stéphane Prévot       | Subaru Impreza WRC 2007        | à 2 min 33 s 2       |
| 3e  | Daniel Sordo      | Marc Martí            | Citroën C4 WRC                 | à 4 min 04 s 7       |
| 4e  | Conrad Rautenbach | David Senior          | Citroën C4 WRC                 | à 20 min 03 s 5      |
| 5e  | Mikko Hirvonen    | Jarmo Lehtinen        | Ford Focus RS WRC 07           | à 25 min 15 s 3      |
| 6e  | Federico Villagra | Jorge Pérez Companc   | Ford Focus RS WRC 07           | à 27 min 42 s 0      |
| 7e  | Gianluigi Galli   | Giovanni Bernarcchini | Ford Focus RS WRC 07           | à 27 min 51 s 8      |
| 8e  | Andreas Aigner    | Klaus Wicha           | Mitsubishi Lancer Evolution IX | à 28 min 59 s 3      |